# Radek Faksa
Radek Faksa (ur. 9 stycznia 1994 w Opawie, Czechy) – hokeista czeski, gracz ligi NHL, reprezentant Czech.

## Kariera klubowa
- HC Oceláři Trzyniec (2007 - 2011)
- Kitchener Rangers (2011 - 6.02.2012)
- Dallas Stars (6.02.2012 -
  -  Kitchener Rangers (2012 - 2014)
  -  Sudbury Wolves (2014)
  -  Texas Stars (2012 - 2016)

## Kariera reprezentacyjna
- Reprezentant Czech na MŚJ U-18 w 2011
- Reprezentant Czech na MŚJ U-20 w 2012
- Reprezentant Czech na MŚJ U-20 w 2013
- Reprezentant Czech na MŚJ U-20 w 2014
- Reprezentant Czech na MŚ w 2016
- Reprezentant Czech na PŚ w 2016
- Reprezentant Czech na MŚ w 2018
- Reprezentant Czech na MŚ w 2019